# 哈馬蘭
哈馬蘭（瑞典語：Hammarland）是芬蘭的城鎮，由奧蘭群島負責管轄，面積1,223平方公里，最高點海拔高度50米，鎮上的教堂建於十八世紀，2013年人口1,526，人口密度為每平方公里11.04人。

## 外部連結
- Municipal of Hammarland（页面存档备份，存于） – Official website The official website of Hammarland]